# Tereziánský ústav šlechtičen
Ústav šlechtičen (Tereziánský ústav šlechtičen), někdejší renesanční Rožmberský palác, je rozlehlá barokně-klasicistní palácová stavba v areálu Pražského hradu, mezi ulicí Jiřská a zahradou Na Valech.

## Historie

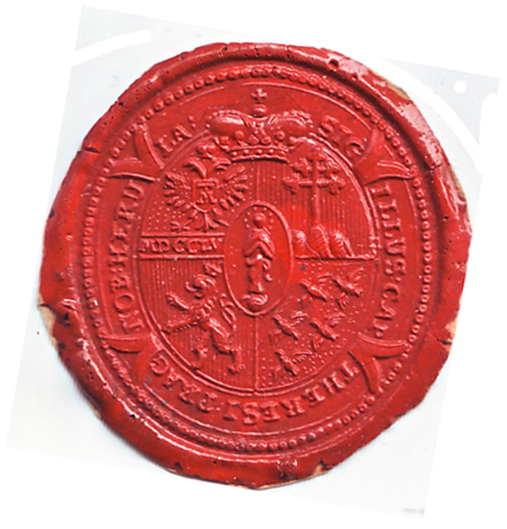
Pečeť 1755 k založení Tereziánského ústavu šlechtičen v Praze císařovnou Marií Terezií

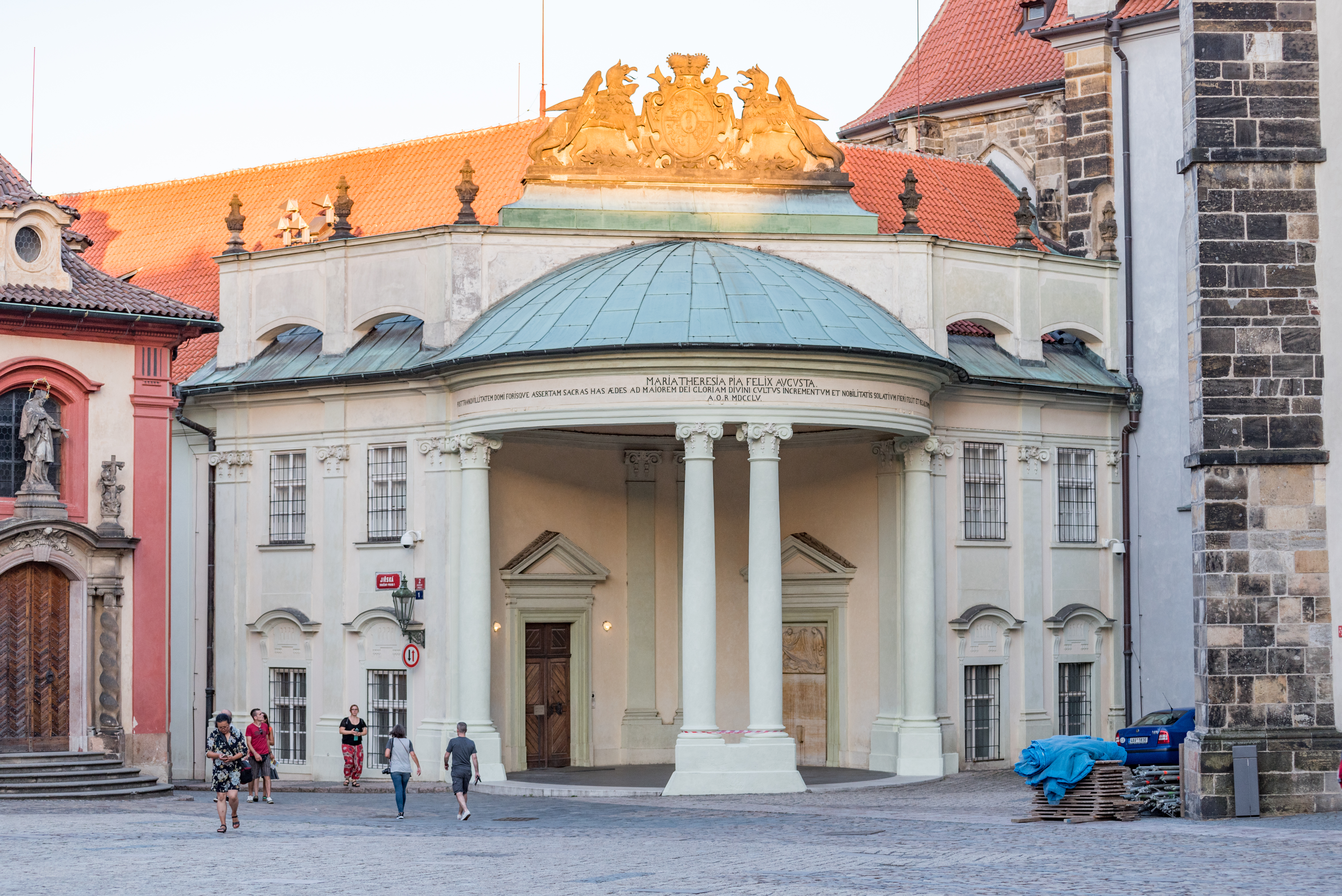
Vchod se sloupovým portikem

Již od středověku je zde doložena původní nesouvislá jednotlivá zástavba. V roce 1513 část tohoto pozemku získali Rožmberkové. Rozvoji této části Pražského hradu napomohl požár, který v roce 1541 poničil zdejší budovy. Rožmberkové zde na místě starého dvora, který vyhořel, nechali postavit jednopatrový čtyřkřídlý arkádový palác s vchodovou branou, situovanou směrem do Jiřské ulice. Stavbu zahájil v roce 1545 ještě pro Petra z Rožmberka italský stavitel Hans Vlach (skutečným jménem pravděpodobně Giovanni Fontano di Brusata). Tento palác je ve svých základních konstrukcích zachován.
V roce 1573 odkoupil Vilém z Rožmberka i dva sousední domy pánů ze Švamberka a z Rožmitálu. Částečně byly zbořeny, některé části byly připojeny k Rožmberskému paláci, který byl doplněn i o zahradu s ochozem a arkádami. Tuto přestavbu provedl v letech 1573–1574 stavitel Ulrico Aostalli.
V roce 1600 za Petra Voka z Rožmberka palác přešel do majetku císaře Rudolfa II., který k němu připojil dřevěnou chodbou na pilířích Ludvíkovo křídlo Pražského hradu. Následovala další přestavba z 20. let 18. století (palác byl zvýšen o 2. patro a uvnitř předělen příčkami; stavitelem byl Tomáš Haffenecker) a v padesátých letech téhož století ji pak následovala radikální přestavba pro účely Ústavu šlechtičen, kterou provedl Anselmo Lurago podle projektu Nicola Paccasiho. Byla ukončena až v roce 1756, ačkoliv samotný ústav byl slavnostně otevřen již v roce 1755. První představenou ústavu se stala arcivévodkyně Marie Anna, dcera císařovny Marie Terezie. Palác sloužil jako výchovný ústav pro mladé šlechtičny (ve věku nad 24 let, v případě sirotků nad 18 let). Pro obydlí šlechtičen bylo určeno 1. a 2. patro, ostatní prostory zaujímaly apartmá abatyše, kaple, společenské místnosti a zázemí ústavu. Další adaptace budovy proběhla ještě v letech 1787–1788 pod vedením Františka Leonarda Hergeta.
Vlastní ústav fakticky ale zanikl až po vzniku samostatné Československé republiky v květnu 1919 a poté tuto budovu užívalo československé Ministerstvo vnitra; budova byla přizpůsobena jeho potřebám (např. na nádvoří byly garáže a benzínová pumpa).
Koncem 90. let a na počátku 21. století zde probíhala velmi nákladná a rozsáhlá rekonstrukce budovy do původní podoby, zjištěné stavebně historickým průzkumem. Rekonstrukce byla ukončena v roce 2007, od dubna 2010 je tato část Pražského hradu částečně přístupná i pro veřejnost (lze vidět např. kapli Nejsvětější Trojice a Neposkvrněného početí Panny Marie nebo renesanční Rožmberský sál); některé prostory využívá Správa Pražského hradu a Hradní policie, jsou zde i pracoviště Archeologického ústavu AV ČR a Archivu Kanceláře prezidenta republiky.

## Popis budovy
Stavba je protáhlý, nepravidelně obdélný dvojtrakt se třemi za sebou seřazenými nádvořími, sahající od náměstí U Svatého Jiří až k Lobkovickému paláci u východní hradní brány. Severní strana leží v délce asi 160 m podél klesající Jiřské ulice, jižní průčelí se zdvíhá nad zahradou na Valech. Na východní straně navazuje na budovu Lobkovický palác, na západě kostel Všech svatých; na severozápadním nároží je vedle kostela boční vchod se sloupovým portikem v podobě otevřeného kruhového pavilonu, v jehož vlysu je nápis připomínající dokončení přestavby v roce 1755. Latinský text nápisu je: MARIA THERESIA PIA FELIX AVGVSTA. POST TRANQVILLITATEM DOMI FORISQVE ASSERTAM SACRAS HAS ÆDES AD MAIOREM DEI GLORIAM DIVINI CVLTVS INCREMENTVM ET NOBILITATIS SOLATIVM FIERI FECIT ET REGALI SVMPTV DOTAVIT. A[NNO]. O[RBIS]. R[EDEMPTORIS]. MDCCLV., jeho volný český překlad zní: Marie Terezie, zbožná šťastná císařovna, po dosažení míru doma i v cizině, tuto budovu věnovanou větší slávě Boží a pro šlechty útěchu nechala vybudovat v roce Vykupitele světa 1755.
Achitektonicky výraznější a v panoramatu Pražského hradu dobře viditelná světle zelená fasáda jižního průčelí je symetrická, uprostřed s náznakem třináctiosého rizalitu s trojúhelným tympanonem. Je členěna celkem sedmi předsazenými pětibokými rizality, zakončenými v úrovni druhého podlaží terasami. Při rekonstrukci byla snesením pultové střechy přiléhající ke kostelu Všech Svatých nově vytvořena vyhlídková terasa.
Na západní straně přiléhá ze zahrady k jižnímu průčelí paláce sloupová síň nazývaná Bellevue, postavená v letech 1924–1925 podle Plečnikova návrhu.

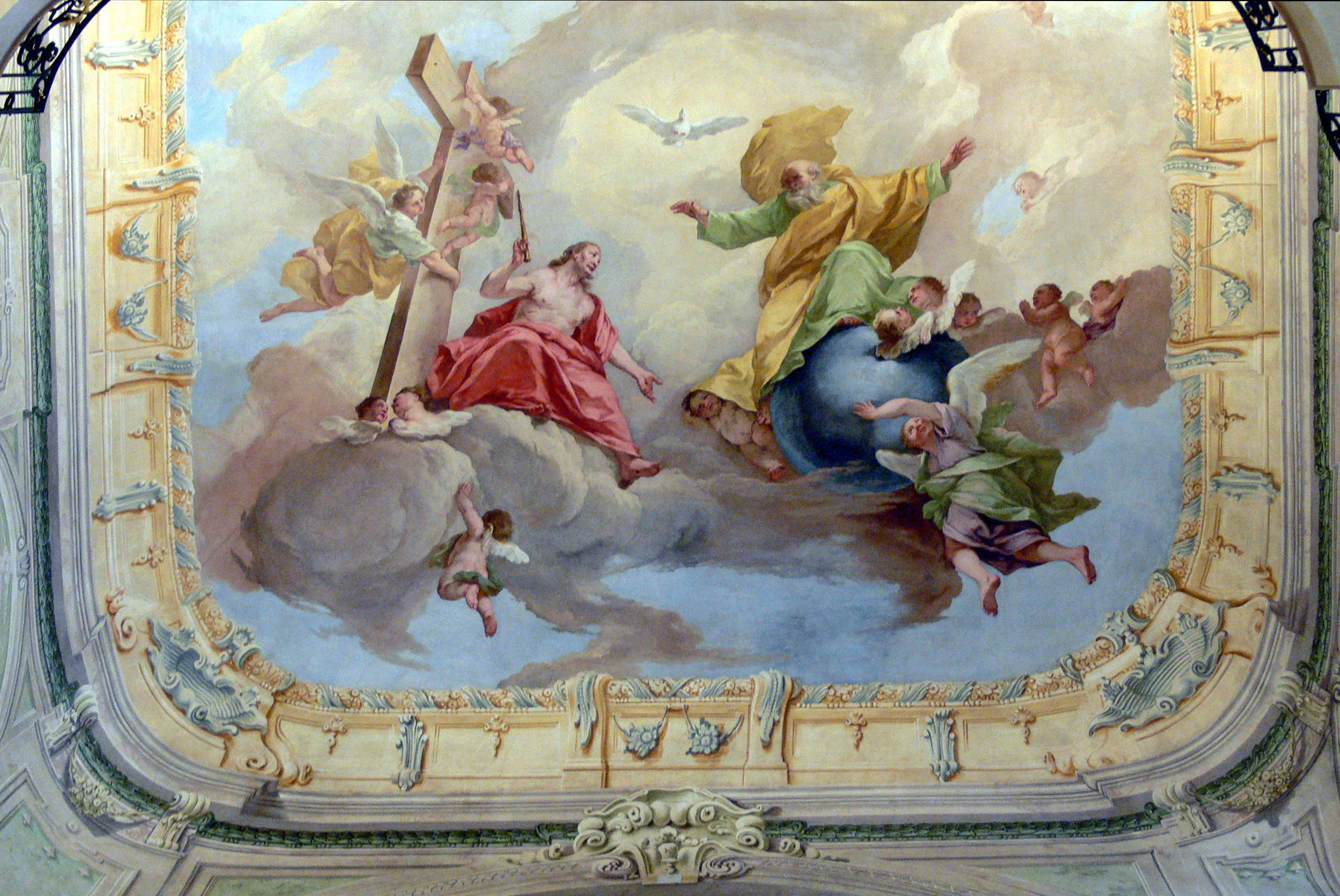
Nástropní freska v kapli

## Kaple Nejsvětější Trojice a Neposkvrněného početí Panny Marie
Uvnitř se nachází zbytek bývalé palácové kaple, která zaujímá všechna 3 podlaží a byla před rekonstrukcí skryta pod přestavbami z 20. století (část přízemí zabírala trafostanice, v prvním patře byla tělocvična). V kapli je nástěnná malba s motivem Nejsvětější Trojice od Petra Molitora z poloviny 18. století.

## Představené ústavu
Všechny představené ústavu byly arcivévodkyněmi Habsbursko-lotrinského rodu, ať už z hlavní, uherské, těšínské nebo toskánské větve rodu. Důvod, proč se mezi abatyšemi objevovaly výlučně arcivévodkyně, spočíval ve snaze vládnoucího arcidomu finančně i prestižně zabezpečit početné ženské potomstvo: ne všechny mladé arcivévodkyně se provdaly. S titulem a úřadem abatyše se pojila vysoká roční renta (20 000 zl.), a proto hodnost představené Tereziánského ústavu nikdy nepřešla na jiný rod. V historii ústavu se vyskytla dvě delší období sedisvakance, kdy ústav za neexistující (nejmenovanou) abatyši spravovala čtyřčlenná rada starších sester. Šlo o léta 1809–1836 a 1852–1876. Neobsazené bylo místo abatyše také v letech 1755–1766, kdy byl ústav již formálně zřízen, ale ještě nefungoval. Také v průběhu dalších let se vyskytla kratší, někdy několikaletá období, kdy ústav šlechtičen neměl svoji představenou.